# Championnat de Bosnie-Herzégovine de basket-ball
La Super Liga est la première division du championnat de Bosnie-Herzégovine de basket-ball. Ce championnat regroupe les 12 meilleures équipes bosniennes. Chaque équipe s'affronte en matchs aller-retour, les six premières équipes étant qualifiées pour la Ligue 8 et sont rejointes par les deux équipes bosniennes évoluant en ligue adriatique, le KK Igokea et le HKK Široki. Les quatre meilleures équipes sont qualifiées pour les playoffs, qui se disputent au meilleur des cinq matchs. Le vainqueur de la finale des playoffs est désigné champion de Bosnie-Herzégovine. Les huit équipes qui ne disputent pas les playoffs jouent la "ligue de relégation".

## Principe
Il n'y a pas de ligue professionnelle indépendante de la fédération comme on pourrait le voir dans d'autres pays d'Europe.

## Historique
Avant 1998, il y avait 3 championnats distincts, séparant les différentes ethnies du pays. Depuis lors, une poule unique existe.

## Palmarès

### Championnat de Bosnie-Herzégovine
| Année     | Champion                |
| --------- | ----------------------- |
| 1992-1993 | SD Borac Borovica       |
| 1993-1994 | RSD Sloboda Dita        |
| 1994-1995 | KK Čelik                |
| 1995-1996 | KK Sloboda Tuzla        |
| 1996-1997 | HKK Brotnjo             |
| 1997-1998 | HKK Široki              |
| 1998-1999 | KK Bosna                |
| 1999-2000 | Borac Nektar            |
| 2000-2001 | KK Igokea Aleksandrovac |
| 2001-2002 | HKK Široki              |
| 2002-2003 | HKK Široki              |
| 2003-2004 | HKK Široki              |
| 2004-2005 | KK Bosna                |
| 2005-2006 | KK Bosna                |
| 2006-2007 | HKK Široki              |
| 2007-2008 | KK Bosna                |
| 2008-2009 | HKK Široki              |
| 2009-2010 | HKK Široki              |
| 2010-2011 | HKK Široki              |
| 2011-2012 | HKK Široki              |
| 2012-2013 | KK Igokea               |
| 2013-2014 | KK Igokea               |
| 2014-2015 | KK Igokea               |
| 2015-2016 | KK Igokea               |
| 2016-2017 | KK Igokea               |
| 2017-2018 | HKK Zrinjski Mostar     |
| 2018-2019 | HKK Široki              |
| 2019-2020 | KK Igokea               |
| 2020-2021 | HKK Široki              |
| 2021-2022 | KK Igokea               |
| 2022-2023 | KK Igokea               |
| 2023-2024 | KK Igokea               |
| 2024-2025 | KK Igokea               |

#### Titres par clubs
| Club                | Nombre de titres | Année du titre                                                   |
| ------------------- | ---------------- | ---------------------------------------------------------------- |
| Široki              | 11               | 1998, 2002, 2003, 2004, 2007, 2009, 2010, 2011, 2012, 2019, 2021 |
| Igokea              | 11               | 2001, 2013, 2014, 2015, 2016, 2017, 2020, 2022, 2023, 2024, 2025 |
| KK Bosna            | 4                | 1999, 2005, 2006, 2008                                           |
| KK Sloboda Tuzla    | 2                | 1994, 1996                                                       |
| KK Borac Banja Luka | 1                | 2000                                                             |
| Čelik               | 1                | 1995                                                             |
| Brotnjo             | 1                | 1997                                                             |
| Zrinjski            | 1                | 2018                                                             |

### Ligues régionales
La ligue KSBiH, organisée par la fédération était la seule reconnue par la FIBA Europe, avant 1998.
| Année | Vainqueur             |
| ----- | --------------------- |
| 1994  | KK Sloboda Dita Tuzla |
| 1995  | KK Zenica Celik       |
| 1996  | KK Sloboda Dita Tuzla |
| 1997  | KK Sloboda Dita Tuzla |
| 1998  | KK Bosna              |
| 1999  | KK Sloboda Dita Tuzla |
| 2000  | KK Sloboda Dita Tuzla |
| 2001  | KK Sloboda Dita Tuzla |
| 2002  | KK Sloboda Dita Tuzla |

| Année | Vainqueur               |
| ----- | ----------------------- |
| 1993  | Borac Nektar            |
| 1994  | Borac Nektar            |
| 1995  | Borac Nektar            |
| 1996  | Borac Nektar            |
| 1997  | Borac Nektar            |
| 1998  | Borac Nektar            |
| 1999  | Borac Nektar            |
| 2000  | KK Igokea Aleksandrovac |
| 2001  | KK Igokea Aleksandrovac |
| 2002  | Borac Nektar            |

| Année | Vainqueur                 |
| ----- | ------------------------- |
| 1997  | HKK Eronet Brotnjo Čitluk |
| 1998  | HKK Široki                |
| 1999  | HKK Eronet Brotnjo Čitluk |
| 2000  | HKK Eronet Brotnjo Čitluk |
| 2001  | HKK Široki                |
| 2002  | HKK Široki                |